# Kicki Hankell-Persson
Kicki Hankell-Persson, född 26 september 1940, död 4 augusti 2015, var en svensk grafisk designer, illustratör och tecknare bosatt i Höllviken. 
Hankell-Persson studerade för grafiska tecknare vid Polhemsskolan i Lund 1977–1979, Grafikskolan Paikka i Malmö 1976–1985 och för Arne Isacsson vid Gerlesborgsskolan i Bohuslän 1983–1996 och i akvarellkurser vid Konsthögskolan i Stockholm samt kurs i handgjort papper vid Tumba pappersbruk, därefter studerade hon konstvetenskap vid Lunds universitet. Separat ställe hon bland annat ut på  Falsterbo konsthall, tingshuset i Trelleborg, Gerlesborgsskolan och vid Sveriges Television. Hon medverkade i några konstinstallationer bland annat i Hässleholms stadspark, Ladonien och Sculpture – La Mode Theatre & Gallery, Madison i USA. Bland hennes offentliga arbeten märks dekorationer för Euroways kryssningsfartyg M/S Frans Suell. 
Hon tilldelades Malmö Industriförenings stipendium 1980 och 1984 samt Gerlesborgs fond för kreativ utveckling 1985. Hon arbetade huvudsakligen i kopparplåt och med eget handgjort papper där hon skapade en reliefverkan och renhet i linjerna. Motiven ofta symboliska, i lyriskt-abstrakta former. Hon var under 23 års tid anställd vid Sveriges Television i Malmö som grafisk designer och fick där även producera några bildspelsprogram. 
Hon var vald till det virtuella landet Ladoniens vice president två gånger och var under tre år dess president. Hankell-Persson är representerad vid Statens konstråd, Århus Rigshospital i Danmark, Polska statens kulturorganisation Plastyka i Warszawa, Sveriges Television, Vellinge kommun, Svedala kommun och Tingsryd kommuner.